# Municipio de Center (condado de Stanly)
El municipio de Center (en inglés: Center Township) es un municipio ubicado en el  condado de Stanly en el estado estadounidense de Carolina del Norte. En el año 2010 tenía una población de 5.857 habitantes.

## Geografía
El municipio de Center se encuentra ubicado en las coordenadas 35°13′45.52″N 80°7′12.21″O / 35.2293111, -80.1200583.